# Stazione di Cava-Carbonara
Stazione di Cava-Carbonara vasútállomás Olaszországban, Lombardia régióban, Cava Manara településen.

## Vasútvonalak
Az állomást az alábbi vasútvonalak érintik:
- Pavia–Alessandria-vasútvonal
- Vercelli–Pavia-vasútvonal
- Cava Carbonara-Cava Manara-vasútvonal

## Kapcsolódó állomások
A vasútállomáshoz az alábbi állomások vannak a legközelebb:
- Stazione di Sairano
- Stazione di Pavia
- Stazione di Villanova d'Ardenghi
- Stazione di San Martino Siccomario-Cava Manara